# Nagykanizsa Demons 2008
Questa voce raccoglie le informazioni riguardanti i Nagykanizsa Demons nelle competizioni ufficiali e amichevoli della stagione 2008.

## Amichevoli
| Zalaegerszeg marzo 2008 | Zala Predators | 20 – 0 | Nagykanizsa Demons |  |

## Divízió I 2008

### Stagione regolare
| Nagykanizsa 29 marzo 2008 1ª giornata | Nagykanizsa Demons | 12 – 28 | Budapest Cowboys | Mindenki Sportpálya |

| 27 aprile 2008 5ª giornata | Győr Sharks | 59 – 0 | Nagykanizsa Demons |  |

| 25 maggio 2008 9ª giornata | Nagykanizsa Demons | 31 – 48 | North Pest Vipers |  |

| 15 giugno 2008 12ª giornata | Nagykanizsa Demons | 36 – 13 | Debrecen Gladiators |  |

| 22 giugno 2008 13ª giornata | Budapest Titans | 49 – 14 (14-0 7-7 19-7 9-0) | Nagykanizsa Demons | (200 spett.) |

## Statistiche di squadra
| Competizione      | %Vittorie | In casa | In casa | In casa | In casa | In casa | In casa | In trasferta | In trasferta | In trasferta | In trasferta | In trasferta | In trasferta | Totale | Totale | Totale | Totale | Totale | Totale |
| Competizione      | %Vittorie | G       | V       | N       | P       | Pf      | Ps      | G            | V            | N            | P            | Pf           | Ps           | G      | V      | N      | P      | Pf     | Ps     |
| ----------------- | --------- | ------- | ------- | ------- | ------- | ------- | ------- | ------------ | ------------ | ------------ | ------------ | ------------ | ------------ | ------ | ------ | ------ | ------ | ------ | ------ |
| Stagione regolare | .200      | 3       | 1       | 0       | 2       | 79      | 89      | 2            | 0            | 0            | 2            | 14           | 108          | 5      | 1      | 0      | 4      | 93     | 197    |
| Amichevoli        | .000      | 0       | 0       | 0       | 0       | 0       | 0       | 1            | 0            | 0            | 1            | 0            | 20           | 1      | 0      | 0      | 1      | 0      | 20     |
| Totale            | .167      | 3       | 1       | 0       | 2       | 79      | 89      | 3            | 0            | 0            | 3            | 14           | 128          | 6      | 1      | 0      | 5      | 93     | 217    |